# 海濱韋爾斯
海濱韋爾斯（英語：Wells-next-the-Sea）是英格蘭諾福克郡北海岸的一個港口城鎮與民政教區。
該民政教區面積為16.31平方公里（6.30平方英里），根據2001年英國人口普查的數據顯示，該教區的人口為2,451人，2011年英國人口普查的數據則顯示該教區的人口減少至2,165人。
韋爾斯位於亨斯坦頓度假勝地以東24公里（15英里）處，克羅默以西32公里（20英里）處，費克納姆以北10英里（16公里）處。諾里奇位於海濱韋爾斯東南32英里（51公里）處。附近的村莊包括布萊克尼、伯納姆市場、伯納姆索普、霍爾克姆和沃爾辛厄姆。